# إنجي فيرمولين
إنجي فيرمولين (بالهولندية: Inge Vermeulen)‏ هي لاعب هوكي الحقل هولندية، ولدت في 6 يناير 1985 في أمريكانا في البرازيل، وتوفيت في 12 يناير 2015 في أوترخت في هولندا.